# Mars 1967

## Évènements
- 3 mars : 
  - début du naxalisme en Inde.
    - Un véritable courant révolutionnaire apparaît dans plusieurs régions de l’Inde (1967-1969). Au Bengale, une coalition la gauche marxiste a pris le pouvoir, mais doit faire face à un mouvement révolutionnaire, le mouvement « naxalite ». Parti d’une région tribale (Naxalbari) au pied de l’Himalaya, entre Népal, Bhoutan et Pakistan oriental, il réunit tribaux et hors-castes sous la conduite de militants maoïstes, qui occupent les terres dès 1967. Le mouvement s’étend rapidement au Bihâr, au Kerala et surtout en Andhra Pradesh.

  - Discours de Georges Pompidou avant les élections législatives[1].

- 5 - 12 mars, France : élections législatives. Progrès de la gauche. Victoire serrée de la droite. Le Comité d’action pour la Ve République conserve une courte majorité absolue avec 244 sièges sur 486.

- 9 mars, Canada : érection du Diocèse de Whitehorse au Yukon.

- 17 mars : le All People's Congress de Siaka Stevens remporte les premières élections générales en Sierra Leone.

- 18 mars : le Torrey Canyon, un pétrolier géant, s'échoue sur des récifs proches des Cornouailles britanniques et laisse échapper une partie de ses 119 000 tonnes de pétrole brut. Première grande pollution des plages de Bretagne.

- 21 mars : 
  - Coup d’État militaire en Sierra Leone.
  - Soeharto est élu président de la république d'Indonésie par le MPRS (Majelis Permusyawaratan Rakyat Sementara, « assemblée délibérative du peuple temporaire »).

- 28 mars : encyclique Populorum progressio[2]. Paul VI déclare que « la question sociale est devenue mondiale » et que « le développement ne se réduit pas à la simple croissance économique », il doit être intégral ; c’est « le nouveau nom de la paix ». Pour diffuser ce message, il entreprend de nombreux voyages.

- 29 mars, France : lancement à Cherbourg du premier sous-marin nucléaire lanceur d'engins (SNLE) français : le Redoutable.

## Naissances
- 11 mars : John Barrowman, acteur britannique.
- 12 mars : Janvier Dénagan, chanteur, percussionniste et compositeur allemand d'origine béninoise († 22 novembre 2021).
- 13 mars : Pascal Elbé, acteur français.
- 14 mars : 
  - Edward Fincke, astronaute américain.
  - Philippe Poutou, homme politique français.
- 17 mars : Nathalie Marquay, comédienne française, Miss France 1987.
- 18 mars : Olivier Minne, animateur de télévision franco-belge.
- 27 mars : 
  - Tom Hammonds, basketteur américain.
  - Cathy Guetta, ex-femme de David Guetta, femme d'affaires française.
- 29 mars : 
  - Nathalie Cardone, chanteuse française.
  - André Bouchet, il est connu pour jouer le rôle de passe-partout dans l'émission de télévision Fort Boyard.

## Décès
- 5 mars : Georges Vanier, gouverneur général.
- 6 mars : Zoltán Kodály, compositeur hongrois (° 1882).